# Wirkendes Wort
Die Zeitschrift Wirkendes Wort (kurz: WW) wurde 1950 von Leo Weisgerber, einem der damals führenden Sprachwissenschaftler, und mehreren Mitarbeitern als eine der ersten germanistischen Fachzeitschriften in Deutschland nach dem Krieg gegründet. Sie umfasste das gesamte Spektrum der universitären Germanistik und des Schulfachs Deutsch und ist in dieser – heute noch gegebenen – Form einzigartig im inzwischen weiten Feld der germanistischen Fachzeitschriften. 
Das Wirkende Wort erschien in den ersten Jahrzehnten seines Bestehens mit jeweils sechs Heften, seit 1988 mit drei Heften im Jahr. Es bietet wissenschaftliche Aufsätze, Kritische Beiträge und Rezensionen aus den Bereichen der deutschen Sprache, der Literatur vom Mittelalter bis zur Gegenwart sowie der Didaktik der deutschen Sprache und Literatur. Es wird herausgegeben von Lothar Bluhm (Gfr. Herausgeber seit 2002) und Heinz Rölleke. 2023 wurde Walter Kühn Teil des Herausgebergremiums.
Lag das Schwergewicht zu Beginn auf dem Feld der Sprachwissenschaft und -didaktik, so hat es sich inzwischen auf das der Literaturwissenschaft verschoben. Umakzentuierungen signalisieren auch die Änderungen im Untertitel: Bis 1968 Deutsches Sprachschaffen in Lehre und Leben (ebenfalls noch einmal 1970); seit 1969 Deutsche Sprache in Forschung und Lehre und seit 1988 Deutsche Sprache und Literatur in Forschung und Lehre. Bis 1987 betreute der Schwann-Pagel-Verlag, danach bis 1999 der Bouvier-Verlag und seit 2000 betreut der Wissenschaftliche Verlag Trier die Zeitschrift. 
Eine besondere Prägung erhielt die Zeitschrift in den ersten Jahrzehnten ihres Bestehens durch die dominierende Gestalt Leo Weisgerbers, dessen sog. Inhaltbezogene Grammatik sich terminologisch noch immer im Titel der Zeitschrift niederschlägt. In den 1980er Jahren erhielt das Wirkende Wort ein unverkennbar philologisches Profil, das die Zeitschrift bis heute prägt.
Das Publikationsorgan gilt als eines der renommiertesten Fachblätter und als die weitestverbreitete germanistische Zeitschrift. Nach Verlagsangaben hat sie eine Auflage von 1200 Exemplaren (Stand 2008).